# Fundacja Miasto Kotów
Fundacja Miasto Kotów (FMK) – polska organizacja prozwierzęca o statusie fundacji działająca w celu niesienia pomocy zwierzętom, poprawy warunków ich bytowania oraz walki z bezdomnością. Fundacja została założona w 2013 r. w Piotrkowie Trybunalskim. Głównym obszarem działalności fundacji jest walka z bezdomnością kotów oraz polepszenie bytu kotów wolno żyjących. Fundacja działa w oparciu o sieć domów tymczasowych, w których przebywają zwierzęta oferowane do adopcji. We wrześniu 2016 r. fundacja uzyskała status organizacji pożytku publicznego (OPP), co oznacza że na jej działania statutowe można przekazywać darowizny w formie 1% podatku dochodowego. Prezesem fundacji od początku jej działalności jest Dagmara Roszkowska. 

## Działalność
Fundacja Miasto Kotów:
- prowadzi działalność adopcyjną,
- popularyzuje ideę domu tymczasowego dla zwierząt i organizację sieci takich domów,
- prowadzi działalność edukacyjną, informacyjną w zakresie opieki nad zwierzętami domowymi i wolno żyjącymi,
- działa na rzecz kształtowania ekosystemu miejskiego w sposób przyjazny dla zwierząt wolno żyjących,
- prowadzi diagnostykę, leczenie, rehabilitację zwierząt skrzywdzonych, porzuconych,
- prowadzi działania zmierzające do ograniczenia populacji zwierząt poprzez program kastracji.

### Adopcje
Jednym z głównych obszarów działalności Fundacji Miasto Kotów jest poszukiwanie opiekunów dla zwierząt przebywających pod opieką fundacji. W latach 2013–2020 fundacja przeprowadziła łącznie 430 adopcji.
| Rok              | Liczba adopcji |
| ---------------- | -------------- |
| 2013             | 31             |
| 2014             | 42             |
| 2015             | 71             |
| 2016             | 55             |
| 2017             | 63             |
| 2018             | 83             |
| 2019             | 68             |
| 2020 (I kwartał) | 17             |

### Działalność edukacyjna
Działalność edukacyjna jest jednym z celów statutowych fundacji. Realizowana jest na trzech płaszczyznach:
1. Zajęcia z dziećmi i młodzieżą w postaci lekcji i warsztatów, które odbywają się w szkołach i innych placówkach kulturalno-oświatowych.
2. Prelekcje i warsztaty dla dorosłych oraz poradnictwo indywidualne w zakresie opieki nad zwierzętami domowymi, prawnych aspektów ochrony zwierząt, pierwszej pomocy przedweterynaryjnej.
3. Działalność wydawnicza w postaci publikacji broszur i folderów dystrybuowanych w miejscach publicznych na terenie miasta Piotrkowa Trybunalskiego.

### Opieka nad kotami miejskimi
Fundacja działa na rzecz kształtowania ekosystemu miejskiego w sposób przyjaznym dla zwierząt wolno żyjących. Współpracuje ze społecznymi opiekunami kotów (tzw. karmicielami). Organizuje cykliczną akcję budowy domków dla kotów miejskich, które są bezpłatnie dystrybuowane wśród osób zainteresowanych. Udziela poradnictwa prawnego w zakresie praw i obowiązków osób opiekujących się kotami miejskimi. 

### Kampanie społeczne
W 2012 r. fundacja była beneficjentem kampanii społecznej pod nazwą "Mafia w sieci". Akcja zachęcała do wsparcia podopiecznych fundacji a jej organizatorem był serwis Charytatywni Allegro. Kampania społeczna miała formę filmów publikowanych w serwisie Youtube, w których wzięli udział m.in.: Piotr Cyrwus, Michał Czarnecki, Marcin Sztabiński, Piotr Bujnowski, Krzysztof Kiersznowski, Bohdan Łazuka oraz Łukasz Jakóbik.  